# Hypo-Kulturstiftung

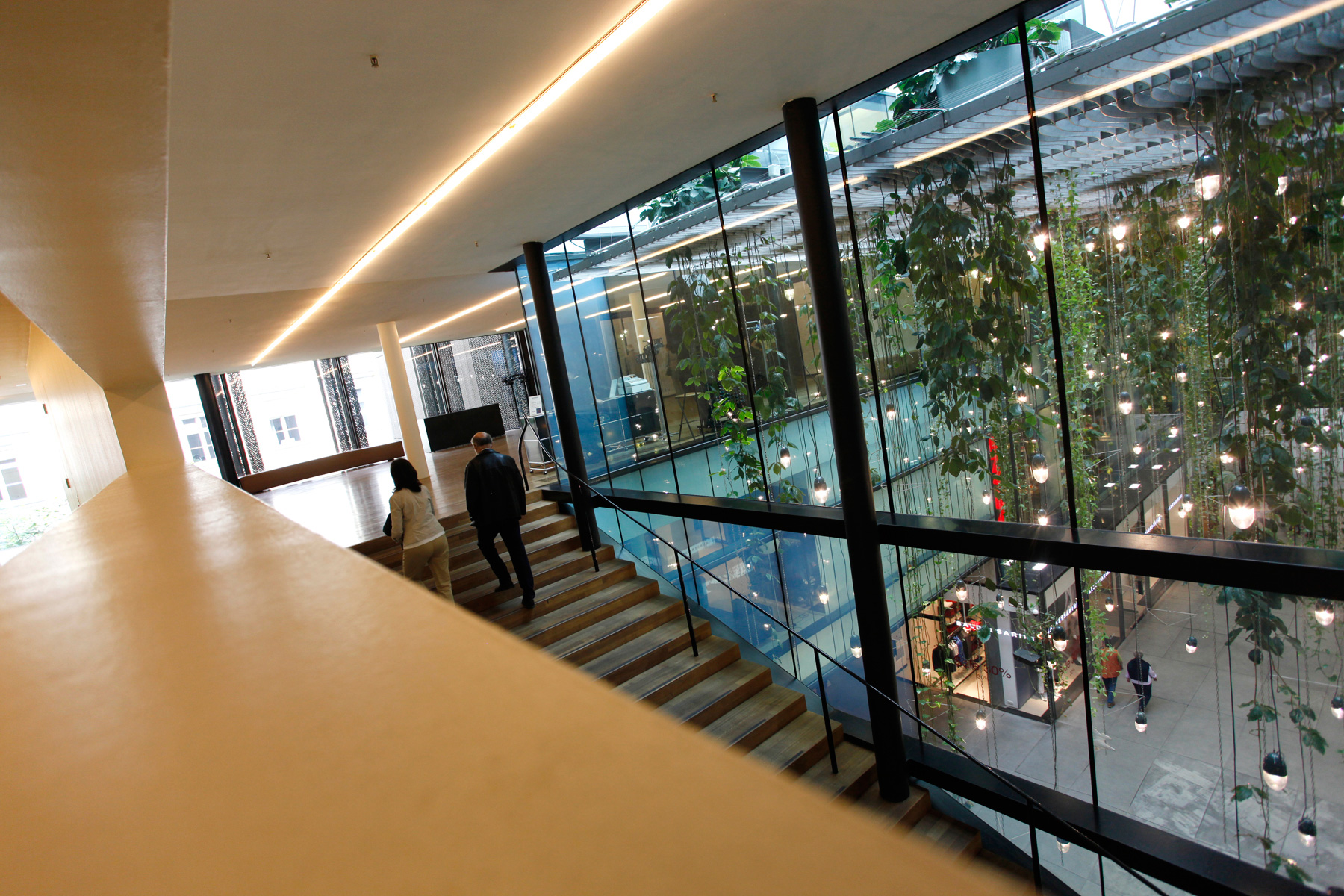

Die Hypo-Kulturstiftung ist eine deutsche rechtsfähige öffentliche Stiftung des bürgerlichen Rechts, die ganz allgemein der Förderung kultureller Vorhaben und Einrichtungen dient und außerdem Trägerin der Kunsthalle der Hypo-Kulturstiftung ist. Sie wurde 1983 von der Bayerischen Hypotheken- und Wechsel-Bank (heute: UniCredit Bank GmbH) gegründet. Das Grundstockkapital der Stiftung beträgt 12 Millionen Euro.

## Aktivitäten
Die Schwerpunkte der Stiftung sind Bildende Kunst und Baukultur.

### Baukultur
Mit unterschiedlichen Programmen setzt sich die Hypo-Kulturstiftung für den kontinuierlichen, langfristigen Erhalt kultureller Werte und den Schutz von Baudenkmälern ein.
Mit dem Denkmalpreis wurden seit 1986 private Eigentümer ausgezeichnet, die ihre Baudenkmäler mit großem Engagement fachgerecht restauriert haben. Mittlerweile wurden knapp 200 Preisträger in allen Regionen Bayerns prämiert. Das gesellschaftliche Bewusstsein für die Bedeutung von historischen Baudenkmälern war in den 80er Jahren erst im Entstehen, heute herrscht breiter Konsens darüber. Diesen Wandel hat die Hypo-Kulturstiftung in all den Jahren aktiv begleitet und maßgeblich mitgestaltet.
Seit 2015 unterstützt die Hypo-Kulturstiftung als Gründungsmitglied die Initiative Kulturerbe Bayern. Ziel dieser öffentlichen gemeinnützigen Stiftung ist es, das bauliche Erbe, die Kulturlandschaften sowie das immaterielle Kulturgut wie Bräuche, Handwerk, Kunst, Musik und Sprache zu schützen, zu retten und wiederzubeleben – und damit langfristig zu erhalten. Das private bürgerschaftliche Engagement im Zusammenspiel mit staatlichen und kommunalen Institutionen wird unterstützt und gefördert.

### Museumsfonds
Der Museumsfonds fördert Ankäufe von Werken der Gegenwartskunst. Das Ziel ist es, öffentliche Kunstmuseen mit überregionaler Bedeutung zu unterstützen, die in einer permanenten Sammlung einen Überblick über wesentliche Strömungen der zeitgenössischen Kunst geben.

### Förderungen
Die Förderungen von Ausstellungen helfen bei der Realisierung vieler kleinerer Projekte in ganz Deutschland. Museen, Ausstellungshäuser, Kunstvereine, Berufsverbände und viele weitere Institutionen erhalten dadurch wertvolle Unterstützung bei ihren Initiativen.

### Stipendien
Durch Stipendien werden Post-Doktoranden kunstwissenschaftlicher und archäologischer Fächer sowie Restauratoren unterstützt.

### Kunsthalle

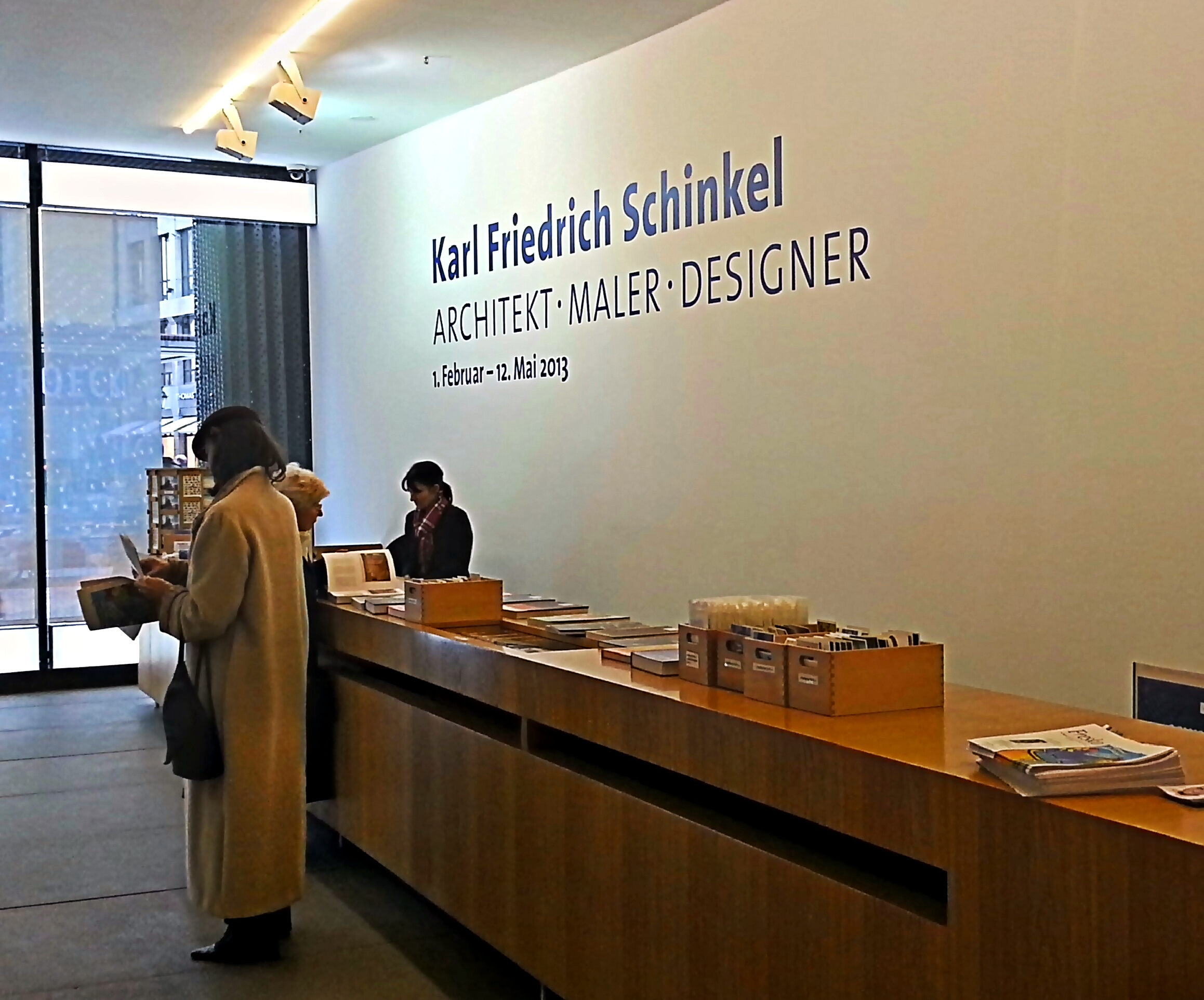
Karl Friedrich Schinkel Ausstellung 2013

Die Kunsthalle der Stiftung in München ist eines der großen Ausstellungshäuser in Deutschland. Das Haus zählt jährlich rund 300.000 Besucher. Seit der Eröffnung 1985 wurden über 100 Ausstellungen gezeigt, die alle Kunstepochen bis in die Gegenwart aufgreifen. Auch Grenzgebiete der Kunst, frühgeschichtliche, außereuropäische sowie interdisziplinäre Themen werden hier präsentiert – von Archäologie über alte Meister bis zur zeitgenössischen Kunst.

## Auszeichnungen
Für die Förderung der Denkmalpflege in Bayern erhielt die Hypo-Kulturstiftung 2019 die Denkmalschutzmedaille.